# Manfrinópolis
Manfrinópolis là một đô thị thuộc bang Paraná, Brasil. Đô thị này có diện tích 215,682 km², dân số năm 2007 là 3334 người, mật độ 13,8 người/km².